# 第33普通科連隊
第33普通科連隊（だいさんじゅうさんふつうかれんたい、JGSDF 33rd Infantry Regiment）は、の陸上自衛隊久居駐屯地（三重県津市（市町村合併前は久居市））に駐屯する第10師団隷下の普通科連隊である。

## 概要
連隊本部、本部管理中隊、4個普通科中隊および重迫撃砲中隊により編成される。連隊長は、1等陸佐（二）をもって充てられ、久居駐屯地司令を兼務する。
大日本帝国陸軍歩兵第33連隊（津）の連隊番号を継承している。

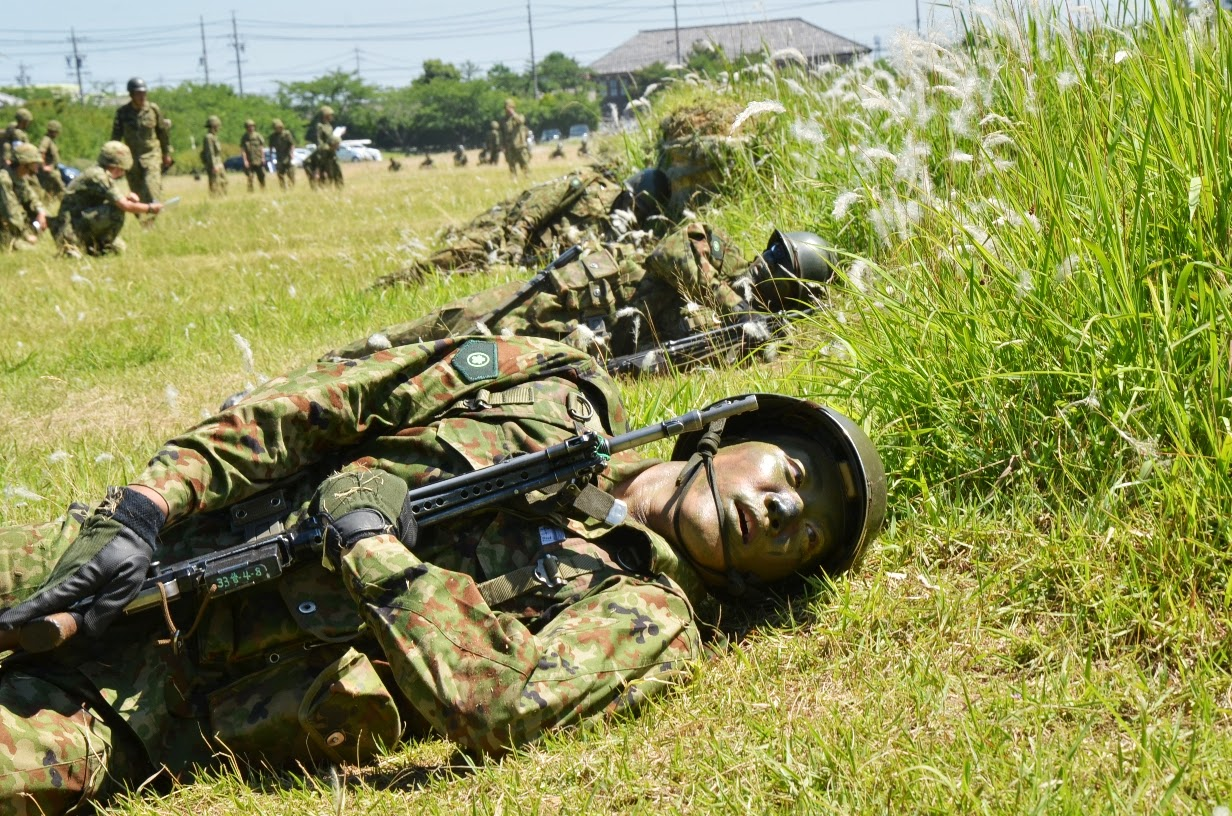
第33普通科連隊において訓練を受けている自衛官候補生

## 沿革
- 1962年（昭和37年）1月18日：第14普通科連隊第3大隊を基幹として第33普通科連隊が久居駐屯地において編成完結。
- 1991年（平成03年）3月29日：第10師団の近代化改編により、自動車化連隊へ改編。
- 2004年（平成16年）3月29日：連隊改編。

1. 第10対戦車隊の廃止に伴い、対戦車中隊を隷下に新編。
2. 後方支援体制変換に伴い、整備部門を第10後方支援連隊第2整備大隊第2普通科直接支援中隊へ移管。

- 2014年（平成26年）3月26日：対戦車中隊を廃止。

## 部隊編成
- 第33普通科連隊本部
- 本部管理中隊「33普-本」
  - 中隊本部
  - 連隊本部班：82式指揮通信車
  - 情報小隊：軽装甲機動車、偵察用オートバイ
  - 施設作業小隊：小型ドーザ、資材運搬車
  - 通信小隊
  - 補給小隊：3 1/2tトラック
  - 衛生小隊：1トン半救急車
  - 狙撃班
- 第1普通科中隊「33普-1」：高機動車、81mm迫撃砲 L16、01式軽対戦車誘導弾
- 第2普通科中隊「33普-2」：高機動車、81mm迫撃砲 L16、01式軽対戦車誘導弾
- 第3普通科中隊「33普-3」：高機動車、81mm迫撃砲 L16、01式軽対戦車誘導弾
- 第4普通科中隊「33普-4」：軽装甲機動車、81mm迫撃砲 L16、01式軽対戦車誘導弾
- 重迫撃砲中隊「33普-重」：120mm迫撃砲 RT

## 整備支援部隊
- 第10後方支援連隊第2整備大隊第2普通科直接支援中隊「10後支-2整-2」（久居駐屯地）：2004年（平成16年）3月29日から

## 主要幹部
| 官職名                             | 階級    | 氏名     | 補職発令日     | 前職                             |
| ---------------------------------- | ------- | -------- | -------------- | -------------------------------- |
| 第33普通科連隊長 兼 久居駐屯地司令 | 1等陸佐 | 南平勇将 | 2025年03月17日 | 陸上幕僚監部監理部会計課予算班長 |

| 代 | 氏名       | 在職期間                        | 前職                                                | 後職                                  |
| -- | ---------- | ------------------------------- | --------------------------------------------------- | ------------------------------------- |
| 01 | 佐藤順蔵   | 1962年01月18日 - 1964年07月15日 | 第14普通科連隊付                                    | 自衛隊京都地方連絡部長                |
| 02 | 河部稔     | 1964年07月16日 - 1966年07月15日 | 中部方面総監部業務室長                              | 中部方面総監部付                      |
| 03 | 丸毛信太郎 | 1966年07月16日 - 1968年07月15日 | 陸上幕僚監部付                                      | 自衛隊兵庫地方連絡部長                |
| 04 | 片桐榮     | 1968年07月16日 - 1970年07月15日 | 陸上自衛隊富士学校研究部第2課長                     | 陸上自衛隊幹部学校学校教官            |
| 05 | 前田忠也   | 1970年07月16日 - 1972年03月15日 | 統合幕僚会議事務局第4幕僚室勤務                     | 陸上幕僚監部第4部総括班長             |
| 06 | 大澤渉     | 1972年03月16日 - 1974年07月15日 | 統合幕僚会議事務局第1幕僚室勤務                     | 陸上幕僚監部第1部業務班長             |
| 07 | 中村守雄   | 1974年07月16日 - 1976年03月15日 | 陸上自衛隊幹部学校企画室勤務                        | 中部方面総監部第3部長                 |
| 08 | 篠崎嘉宏   | 1976年03月16日 - 1978年01月09日 | 陸上幕僚監部第2部付                                 | 第4師団司令部幕僚長                   |
| 09 | 藤井嘉文   | 1978年01月10日 - 1979年07月31日 | 統合幕僚学校学校教官                                | 北部方面総監部調査部長                |
| 10 | 本間敏昭   | 1979年08月01日 - 1982年03月15日 | 陸上幕僚監部防衛部付                                | 東部方面総監部調査部長                |
| 11 | 出口猛     | 1982年03月16日 - 1984年03月15日 | 中部方面総監部防衛部訓練課長                        | 陸上幕僚監部調査部                    |
| 12 | 馬野猛彦   | 1984年03月16日 - 1986年07月31日 | 北部方面総監部人事部人事課長                        | 東部方面総監部人事部長                |
| 13 | 森原直義   | 1986年08月01日 - 1989年03月31日 | 陸上幕僚監部調査部調査第1課 保全班長                | 陸上自衛隊富士学校主任研究開発官      |
| 14 | 小川克彦   | 1989年04月01日 - 1991年07月31日 | 東北方面総監部人事部人事課長                        | 富士教導団副団長                      |
| 15 | 衣笠陽雄   | 1991年08月01日 - 1994年03月22日 | 陸上幕僚監部装備部装備計画課 後方計画班長           | 東部方面総監部装備部長                |
| 16 | 白石義行   | 1994年03月23日 - 1996年07月31日 | 西部方面総監部防衛部防衛課長                        | 自衛隊大分地方連絡部長                |
| 17 | 藤井信二   | 1996年08月01日 - 1998年11月30日 | 統合幕僚会議事務局第5幕僚室 長期班長                | 自衛隊秋田地方連絡部長                |
| 18 | 下之薗正俊 | 1998年12月01日 - 2001年03月26日 | 中部方面総監部装備部調査課長                        | 装備実験隊副隊長                      |
| 19 | 高橋和明   | 2001年03月27日 - 2003年03月31日 | 陸上幕僚監部監理部総務課 渉外班長                   | 陸上自衛隊研究本部主任研究開発官      |
| 20 | 田口義則   | 2003年04月01日 - 2004年08月29日 | 陸上幕僚監部監理部会計課 予算班長                   | 陸上幕僚監部装備部装備計画課長        |
| 21 | 井上茂利   | 2004年08月30日 - 2006年12月05日 | 陸上自衛隊少年工科学校生徒隊長                      | 富士教導団副団長                      |
| 22 | 甲斐芳樹   | 2006年12月06日 - 2008年07月31日 | 陸上幕僚監部人事部人事計画課 制度班長               | 陸上幕僚監部防衛部 情報通信・研究課長 |
| 23 | 下醉尾芳孝 | 2008年08月01日 - 2010年07月31日 | 陸上自衛隊研究本部研究員                            | 陸上自衛隊研究本部主任研究開発官      |
| 24 | 鬼頭健司   | 2010年08月01日 - 2012年07月25日 | 陸上幕僚監部教育訓練部教育訓練課 教育班長           | 陸上幕僚監部監理部総務課長            |
| 25 | 古屋浩司   | 2012年07月26日 - 2014年12月18日 | 情報本部勤務                                        | 陸上自衛隊研究本部主任研究開発官      |
| 26 | 下本昭司   | 2014年12月19日 - 2017年03月22日 | 陸上自衛隊研究本部研究員                            | 第5旅団司令部幕僚長                   |
| 27 | 能勢龍一郎 | 2017年03月23日 - 2019年03月22日 | 第9師団司令部第3部長                                | 陸上自衛隊富士学校機甲科部 教育課長   |
| 28 | 石原雄介   | 2019年03月23日 - 2020年07月31日 | 陸上幕僚監部運用支援・訓練部 運用支援課運用支援班長 | 統合幕僚監部防衛計画部防衛課付        |
| 29 | 向田俊之   | 2020年08月01日 - 2022年12月22日 | 北部方面総監部防衛部防衛課長                        | 訓練評価支援隊評価分析支援科長        |
| 30 | 金子洋幸   | 2022年12月23日 - 2025年03月16日 | 東北方面総監部情報部情報課長                        | 中部方面総監部付                      |
| 31 | 南平勇将   | 2025年03月17日 -                | 陸上幕僚監部監理部会計課予算班長                    |                                       |

## 主要装備
- 82式指揮通信車
- 軽装甲機動車
- 高機動車
- 1/2tトラック / 73式小型トラック
- 1 1/2tトラック / 73式中型トラック
- 3 1/2tトラック / 73式大型トラック
- 12.7mm重機関銃
- 89式5.56mm小銃
- 5.56mm機関銃MINIMI
- 9mm拳銃
- 110mm携帯対戦車弾LAM　パンツァーファウスト3
- 01式軽対戦車誘導弾
- 87式対戦車誘導弾
- 81mm迫撃砲 L16
- 120mm迫撃砲 RT

## 警備隊区
警備隊区は三重県全域で、連隊長は三重地区隊長（指定部隊の長）として、三重県内の各部隊の災害派遣を指揮する。
- 第1普通科中隊：津市、伊賀（伊賀市、名張市）
- 第2普通科中隊：北勢（桑名市、いなべ市、四日市市、鈴鹿市、亀山市、木曽岬町、東員町、菰野町、朝日町、川越町）
- 第3普通科中隊：中勢（松阪市、大台町、多気町、明和町）
- 第4普通科中隊：東紀州（尾鷲市、熊野市、紀北町、御浜町、紀宝町）
- 重迫撃砲中隊：南勢（伊勢市、鳥羽市、志摩市、玉城町、度会町、大紀町、南伊勢町）

## 廃止（改編）部隊
- 2004年（平成16年）3月28日廃止
  - 第33普通科連隊本部管理中隊管理整備小隊「33普-本」（久居駐屯地）：整備部門を第10後方支援連隊第2整備大隊第2普通科直接支援中隊へ移管。

- 2014年（平成26年）3月25日廃止
  - 第33普通科連隊対戦車中隊「33普-対戦」（久居駐屯地）：

## 災害派遣
- 2011年3月11日に起きた東北地方太平洋沖地震を受けて、宮城県岩沼市に約600人が3月12日から5月24日まで派遣された[2]。

- 2024年1月1日に起きた能登半島地震および同年9月21日に起きた能登半島豪雨に対して石川県能登半島に派遣された。